# Microtropesa danielsi
Microtropesa danielsi là một loài ruồi trong họ Tachinidae.